# لارا نبهان
لارا نبهان (17 يوليو 1989 - ) هي مذيعة أخبار وصحفية لبنانية من زحلة، لبنان. درست الإعلام في الجامعة الأنطونية في زحلة قبل الانتقال عام 2012 للعمل في قناة العربية الحدث.
متزوجة من الصحافي الاقتصادي الاميركي غريغ كارلستروم.
تقدم برنامجا حواريا في وقت الذروة على شاشة الحدث يحمل اسم "الاخبار الليلة".